# Arabie du Sud

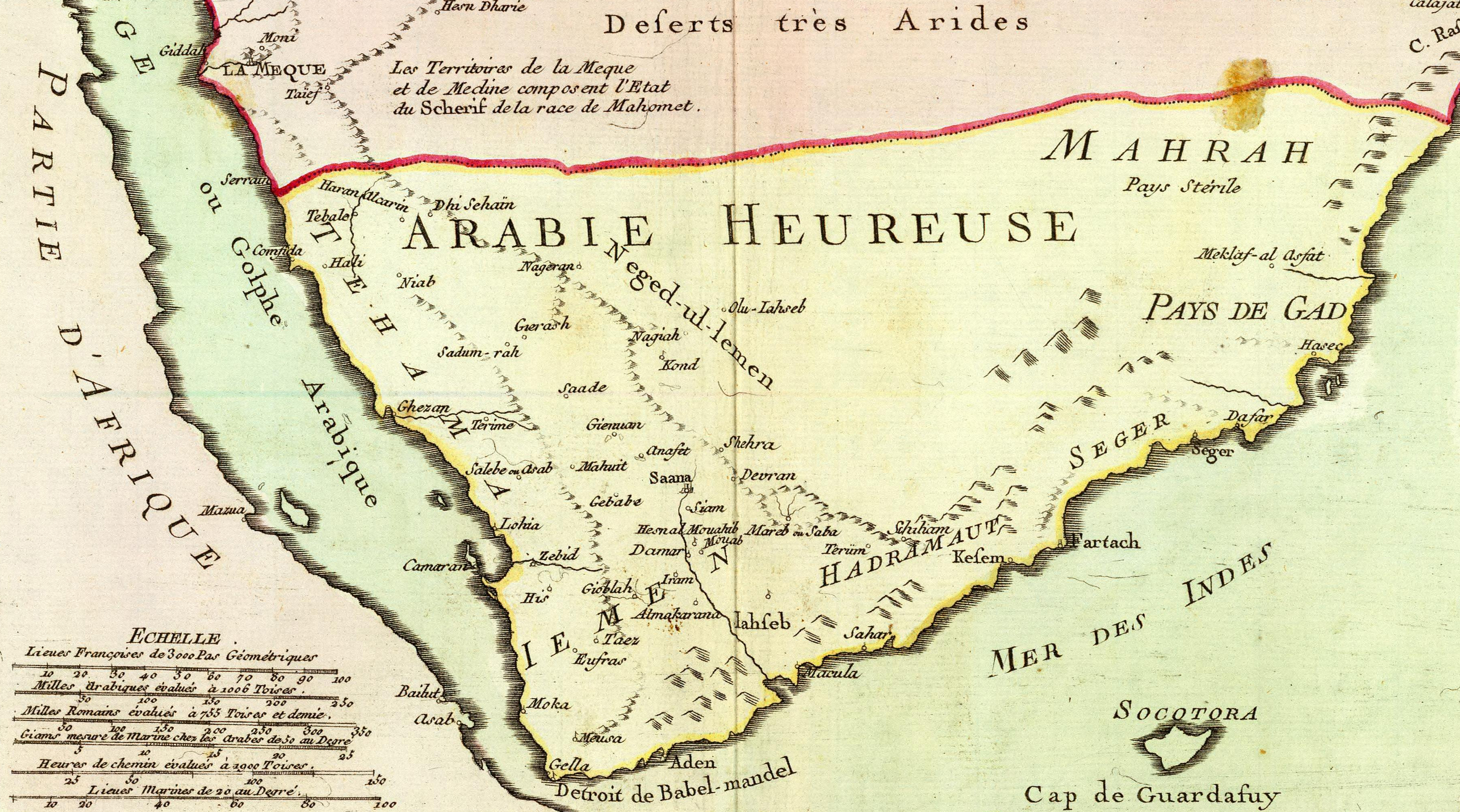
L'Arabie du Sud par Clouet, J. B. L. (Jean-Baptiste Louis)

Ne doit pas être confondu avec Fédération d'Arabie du Sud.
L'Arabie du Sud est un terme général qui peut se référer à plusieurs régions du sud de la péninsule arabique, en premier lieu l'actuel Yémen. Historiquement le terme regroupe également les régions de Najran, Jizan et 'Asir qui font partie aujourd'hui de l'Arabie saoudite et Dhofar aujourd'hui partie d'Oman et de manière plus générale toutes les régions où les populations parlent ou parlaient les langues ou dialectes dits sudarabiques anciens, et partageant des traditions et cultures qui dépassent les frontières politiques actuelles.
Une des étymologies possible du nom Yémen ou al-yaman est « le sud ». 
Traditionnellement, les populations arabes du sud se revendiquaient être les descendants de Qahtan, et par lui du prophète Houd. À l'inverse, les Arabes du nord se définissent comme Ismaélites et descendants d'Abraham.
Il se développa au Ier millénaire av. J.-C., une florissante civilisation préislamique rendue possible par un habile et important système d'irrigation. Les Romains et les Grecs faisaient référence à cette partie de l'Arabie avec le terme d'Arabia felix (Arabie Heureuse,), en opposition à l'Arabie pétrée et à l'Arabie Déserte. Différents états se disputèrent l’hégémonie de la région, qui fut unifiée successivement sous le royaume Ma'in au XIIIe siècle av. J.-C., puis de Saba au VIIe siècle av. J.-C., de Qataban au Ve siècle av. J.-C., d'Hadramaout au Ier siècle. La région fut connue pour le célèbre digue de Marib, la cosmopolite route de l'encens ou la légendaire reine de Saba. 
À partir de 275, les Himyarites devinrent les maîtres de l'Arabie du Sud pendant plusieurs siècles, jusqu'à être chassés par les armées du royaume d'Aksoum qui venaient de l'Éthiopie voisine. Après un long règne éthiopien, les Perses Sassanides arrivèrent par la mer à la demande d'un prince juif yéménite, Sayf ibn Dhi Yazan, pour chasser les Abyssins. Cela se traduit par l'invasion perse qui renverse le roi abyssin Masrûq. Un demi-siècle plus tard, 6 ans après l'hégire, en l'an 628, la région devint musulmane.